# Fabian Stang

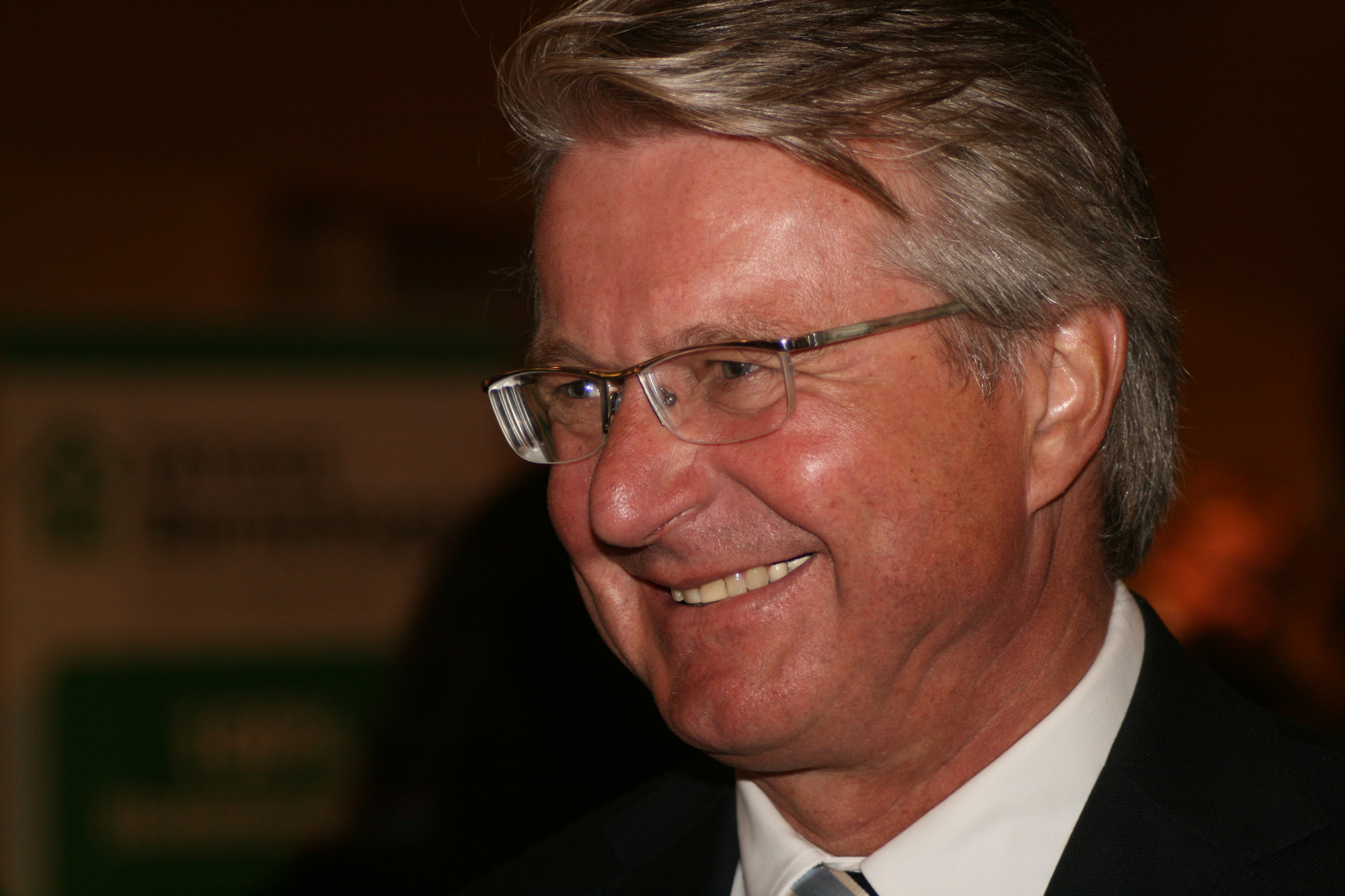
Fabian Stang (2009)

Fabian Stang (ur. 19 sierpnia 1955 w Oslo) – norweski adwokat i polityk partii prawicowej Høyre. 
Syn aktorki Wenche Foss oraz przedsiębiorcy Thomasa Stanga. Studiował prawo na Uniwersytecie w Oslo. Był burmistrzem Oslo w latach 2007–2015.